# تهاجم هون‌ها به شاهنشاهی ساسانی
تهاجم هون‌ها به شاهنشاهی ساسانی، تهاجم هون‌ها در سال ۳۹۵ پس از میلاد بود که مصادف با حمله آنان به استان‌های روم بود.

## زمینه
در سال ۳۹۵ میلادی هون‌ها به رهبری باسیچ و کورسیچ از رود دن عبور کرده و با حرکت به سوی جنوب‌شرق، از قفقاز گذشتند. در ابتدا، هون‌ها به مناطق رومی سوفن، ارمنستان بیزانس، بین‌النهرین و سوریه حمله کرده و رعایای رومی را اسیر و به بردگی گرفتند. سپس هون‌ها قلعه رومی زیاتا را محاصره کرده و آن را سوزاندند و ساکنان آن را یا کشتند یا به بردگی گرفتند. پس از رویدادها، این دو گروه به سمت ایران حرکت کردند.

## رویارویی با ایران
باسیچ و کورسیچ دو گروه را به پایین فرات هدایت کرده و تیسفون پایتخت ساسانیان را در معرض خطر قرار دادند. هون‌ها با شنیدن این‌که سپاه ساسانی شروع به لشکرکشی علیه آن‌ها کرده، دست به عقب‌نشینی زدند. با این حال، یک گروه از هون‌ها با سپاه ساسانی درگیر شده و تعدادی از آن‌ها کشته شدند. ساسانیان تقریباً تمام غنائم آن‌ها را گرفته هجده‌هزار اسیر را آزاد کردند. گروهی دیگر از هون‌ها با موفقیت از طریق گذرگاه دربند عقب‌نشینی کردند.

## فرجام
سال‌ها بعد، یزدگرد یکم، اسیران رومی را که توسط هون‌ها به اسارت گرفته شده بودند، به روم بازگرداند.